# Brigada dos Mártires de Abu Salim
A Brigada dos Mártires de Abu Salim foi uma milícia islâmica que defendia a implementação da sharia dentro de Derna, na Líbia. O grupo era conhecido por impor regras sociais estritas na cidade.
A Brigada dos Mártires de Abu Salim foi criada pelo ex-membro do Grupo de Combate Islâmico Líbio, Abdel-Hakim al-Hasidi. Após a Guerra Civil Líbia de 2011, a brigada foi assumida por Salim Derby. 
Em 2014, o Estado Islâmico na Líbia assumiu grande parte Derna. Abu Salim e o Estado Islâmico entrariam em confrontos repetidamente nos meses seguintes em disputas por poder e recursos.  Derby foi morto em combates com militantes do Estado Islâmico em junho de 2015. 